# Strangalia emaciata
Strangalia emaciata är en skalbaggsart som först beskrevs av Bates 1880.  Strangalia emaciata ingår i släktet Strangalia och familjen långhorningar.
Artens utbredningsområde är Costa Rica. Inga underarter finns listade i Catalogue of Life.